# Delphinus capensis
Il delfino comune a becco lungo (Delphinus capensis Gray, 1828) è una delle due specie di delfino comune. Rispetto all'altra specie, il delfino comune a becco corto (D. delphis), ha un areale più ristretto. È diffuso in modo frammentario nelle aree costiere tropicali e temperato-calde. Il suo areale comprende alcune regioni dell'Africa occidentale e meridionale, gran parte del Sudamerica orientale, l'area costiera che va dalla California meridionale al Messico centrale, le coste del Perù, le aree attorno a Giappone, Corea e Taiwan e, forse, quelle prospicienti l'Oman .

## Descrizione
Il delfino comune a becco lungo è un delfino di medie dimensioni, più piccolo del più popolare tursiope. Gli adulti sono lunghi 1,9 - 2,5 metri e pesano 80 - 235 chilogrammi, sebbene la maggior parte degli esemplari pesi 80 - 150 chilogrammi. I maschi sono solitamente più lunghi e pesanti . La colorazione del corpo è insolita. Il dorso è scuro e il ventre è bianco, mentre su ambo i fianchi è presente una macchia a forma di clessidra di color grigio chiaro, gialla o dorata sul davanti e grigia sporca sul retro. Ha un rostro lungo e sottile con 50 - 60 denti a incastro, piccoli e affilati, su ogni mascella.

## Tassonomia
Il delfino comune a becco lungo è un membro del genere Delphinus, il genere dei delfini comuni, e appartiene, così come tutti i delfini, alla famiglia dei Delfinidi. Fino a metà degli anni novanta le varie forme del genere Delphinus non erano ritenute specie separate, ma membri appartenenti alla specie D. delphis . Attualmente, nel genere Delphinus vengono riconosciute due specie: il delfino comune a becco corto e il delfino comune a becco lungo. La seconda specie è generalmente più grande dell'altra ed ha un rostro più lungo.
Talvolta viene riconosciuto come specie a sé stante anche il delfino comune indopacifico (D. tropicalis), ma quasi tutti gli autori lo considerano una semplice forma del delfino comune a becco lungo .

## Biologia
I delfini comuni a becco lungo possono vivere in gruppi di centinaia o perfino migliaia di esemplari . Talvolta si associano anche ad altre specie di delfini, come i globicefali . Sono stati visti effettuare il bowriding attorno a balene con i fanoni e anche ad imbarcazioni . In questa specie sono comuni anche il breaching e le acrobazie aeree .

### Alimentazione
Il delfino comune a becco lungo ha una dieta piuttosto varia, costituita da molte specie di pesci e calamari che vivono a meno di 200 metri di profondità .

### Riproduzione
Il delfino comune a becco lungo ha un periodo di gestazione di 10 - 11 mesi . Alla nascita il piccolo è lungo 80 - 100 centimetri e pesa circa 10 chilogrammi . L'intervallo tra una nascita e l'altra varia da uno a tre anni . In cattività il delfino comune a becco lungo si è incrociato con il tursiope comune (Tursiops truncatus). Uno di questi ibridi si è in seguito accoppiato con un tursiope, dimostrando che gli ibridi prodotti da questo incrocio sono fertili .